# Famille Acquet
Pour les articles homonymes, voir Acquet.
La famille Acquet est une famille de la noblesse poitevine. Une branche cadette s'est établie au XVIIIe siècle en Ponthieu, dans l'actuel département de la Somme.

## Personnalités
- Joseph-François Dumont-Acquet d'Ozé (1737-1796), maréchal de camp, obtient un commandement supérieur dans l'Armée des princes, mort en émigration
- Caroline de Combray (1773-1809), épouse de Louis d'Acquet de Férolles de Hauteporte

## Galerie de portraits

Mme Caroline Acquet de Férolles (1773-1809), née Hélie de Combray.

## Principales alliances
La famille Acquet est notamment alliée aux familles Chasteigner, de Vaucelles, Jaillard de La Maronnière, Foucques d'Émonville, Lefebvre du Hodent, de Witasse-Thézy, Hélie de Combray, de Tinguy, Sanson de Bricville, Leschevin de Prévoisin …

## Pour approfondir